# Túnel de base de los Apeninos
El túnel de base de los Apeninos es un túnel de base del ferrocarril de 18.507 km de largo que conecta la línea Direttisima Bolonia-Florencia en Italia central. El túnel fue abierto el 21 de abril de 1934, acortando la distancia por ferrocarril en 35 kilómetros por la línea Porrettana por encima de la cordillera. En su momento se convirtió en el segundo túnel más largo del mundo, después del túnel del Simplon, y el más largo construido con doble línea. En la actualidad es el décimo sexto del mundo y un importante nexo de comunicación para la red ferroviaria italiana. 

## Características
El túnel mide 18.507 km con una la altura máxima de 328 metros sobre el nivel del mar y una pendiente máxima de 1,2%. Se extiende entre las estaciones de San Benedetto-Castiglione y Vernio-Montepiano-Cantagallo.
En medio del túnel existe un intercambiador y una estación de 450 m de largo que no es pública y que es accesible a través de una galería.

## Atentado en el tren 904
El 23 de diciembre de 1984 17 personas fueron asesinadas y 250 heridos por una bomba en el tren Nápoles-Milán, Tren 904, el cual explotó en el túnel. El ataque fue atribuido a la Cosa Nostra (la Mafia Siciliana).
El Atentado sobre el Expreso Italicus en 1974 fue en la misma línea, aunque no en el túnel.